# 風蓮湖

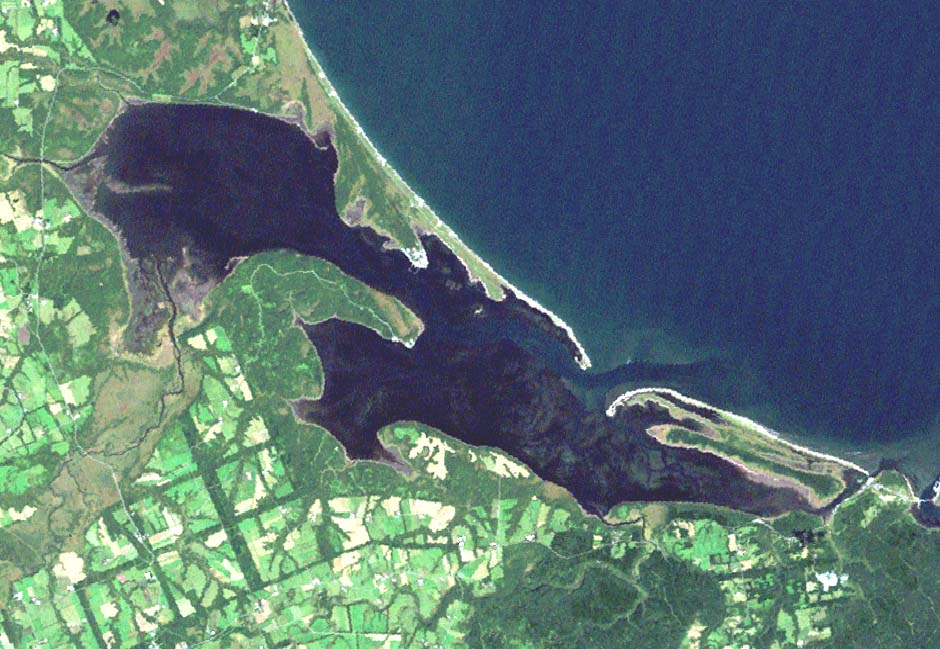
ランドサットによる画像

風蓮湖（ふうれんこ）は、北海道根室市、野付郡別海町にまたがる湖である。野付風蓮道立自然公園に含まれる。ラムサール条約登録湿地。

## 地理
北海道東部・根室半島の付け根に位置する。面積59.01km2は、日本の湖沼では13番目の面積規模を有する。汽水湖としてはサロマ湖に次いで面積が北海道第2位であるが、周囲96kmは汽水湖として全道1位である。根室湾に直接面しており、湖面の標高は0m。西岸と南岸は標高 30〜40mの台地、北東岸は砂州からなる。東隣には温根沼がある。 
主な流入河川は風蓮川、別当賀川、ヤウシュベツ川。風蓮川の河口部には広大な塩沼がある。
湖名の由来は、アイヌ語の「フーレ・ペツ」（赤い川）。これは本来、流入河川の風蓮川を指した地名であり、川に湿原由来の赤く染まった水が流れ込んでいたことにちなむ。湖の方はただ「トー」（沼）と呼ばれていた。
湖の東岸、春国岱には根室市が設置した根室市春国岱原生野鳥公園ネイチャーセンターがあり、日本野鳥の会のレンジャーが常駐する他、周辺の自然に関する展示（常設）などがある。

## 自然
砂州である春国岱（しゅんくにたい）はアイヌ語の「シュンク・ニタイ」（エゾマツ林）が由来の地名そのままに、砂丘に自生する日本唯一のアカエゾマツ林で覆われている。さらに日本国内で最大級のハマナスの群落がある。
水中生物としては、食用となるオオノガイが生息する。資源枯渇を防ぐため、干潟での漁は1年に2日間のみ行われる。
周囲には湿地帯が広がっているために、食糧を得られること、陸上を徘徊する捕食者にも襲われにくいこと、隠れ場所となる植生が存在することなどから、タンチョウの営巣地や水鳥の飛来地になっている。
越冬するハクチョウの飛来地としても有名。渡り鳥が多数訪れることで知られる。エゾシカの越冬地としても知られ、結氷した湖面や砂州に集まる姿が見られる。
湖とそれに伴う湿原の重要性から、日本国政府は1993年に国指定風蓮湖鳥獣保護区（集団飛来地）に指定した（面積7,806ha、うち特別保護地区6,139ha）。その後、春国岱とともに「特に水鳥の生息地として国際的に重要な湿地に関する条約」（ラムサール条約）が指定する湿地の候補として選定した。2005年10月21日には国内での登録を終え、2005年11月8日第9回会議で正式に決定された。
別海十景や根室十景にも指定されている。
2022年6月、環境省は野付半島と風蓮湖、根室半島周辺を国定公園の新規指定候補地として選定。既存の野付風蓮道立自然公園を拡大する形で2030年までの国定公園指定を目指すとしている。

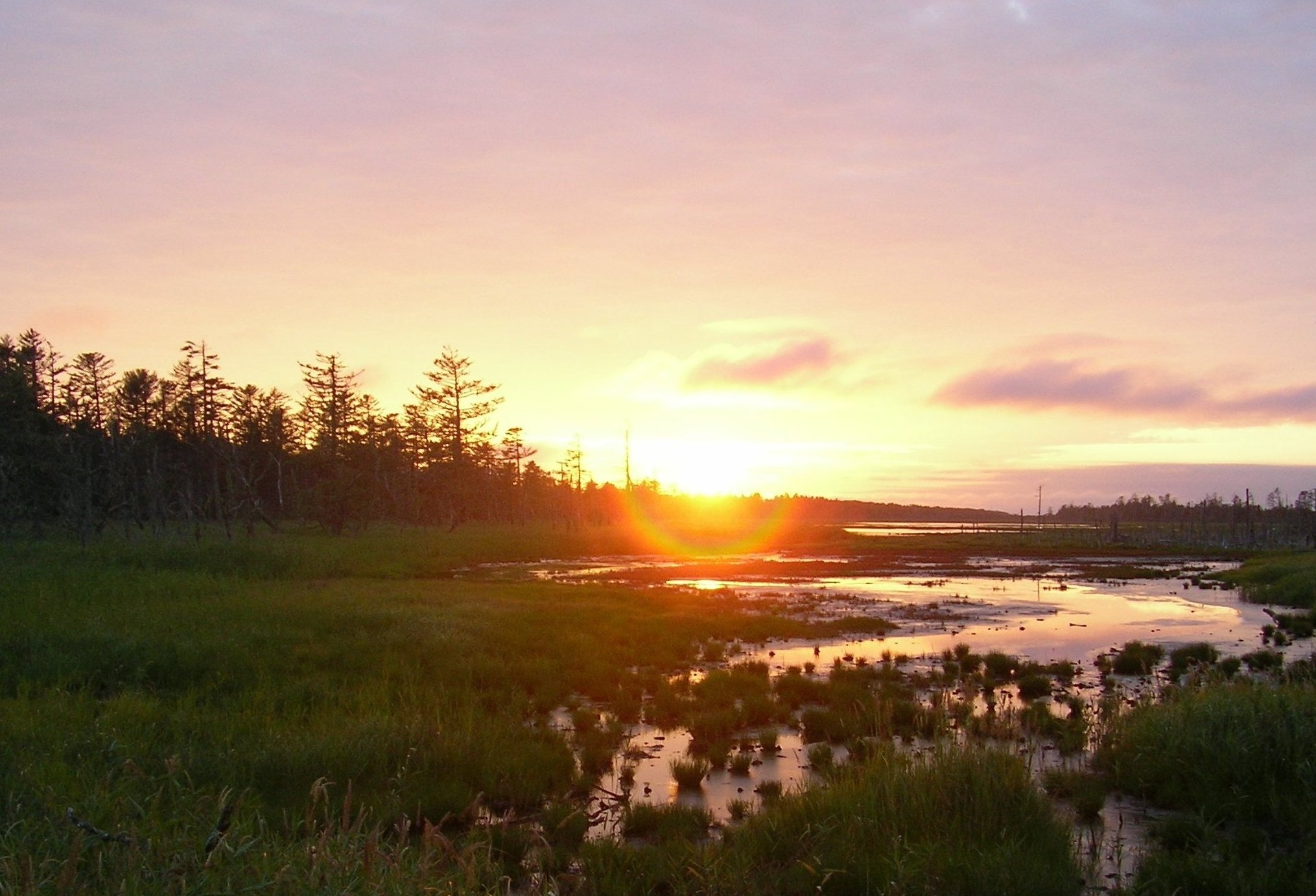
春国岱の落日。左手はアカエゾマツ林
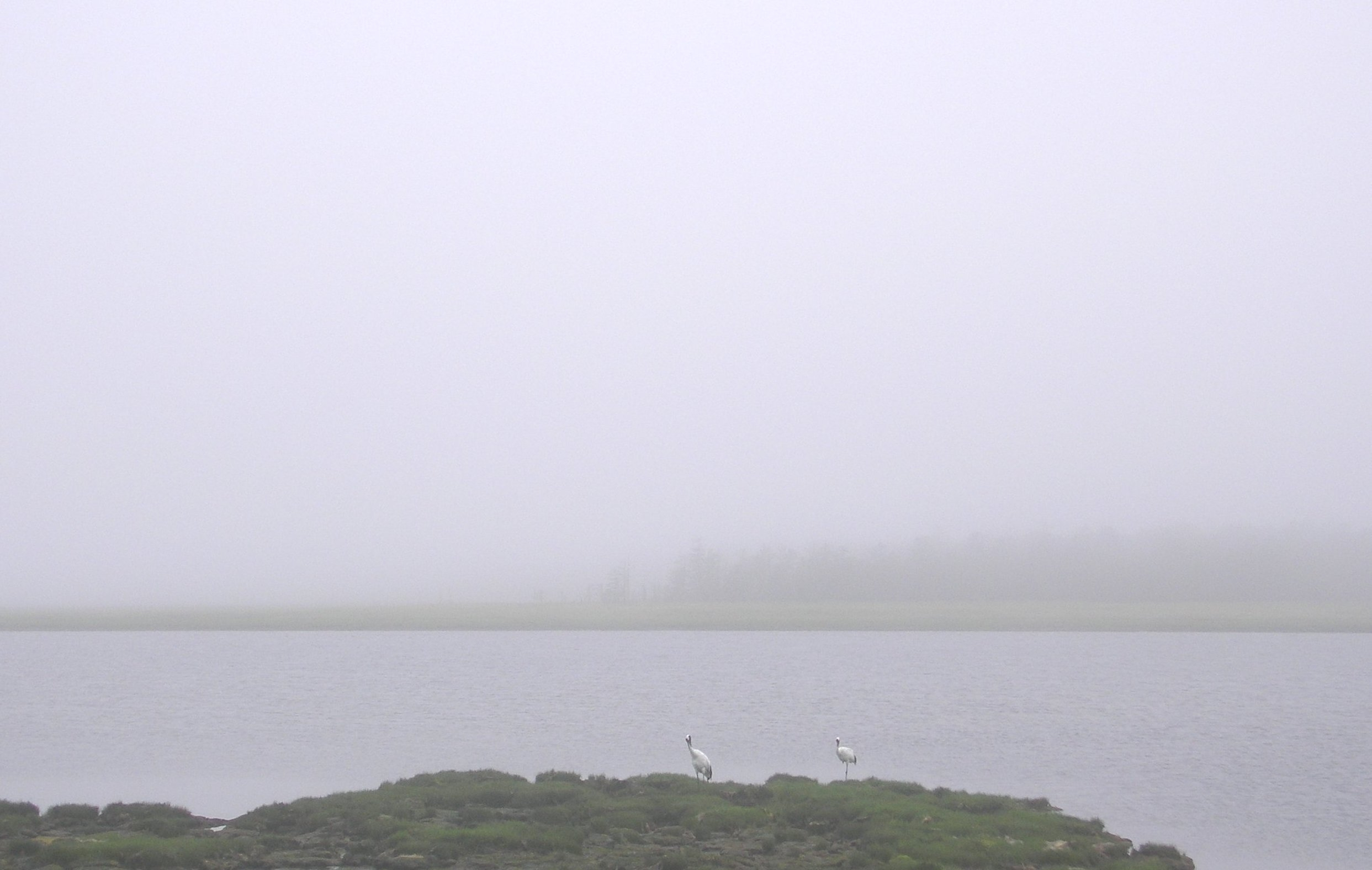
風蓮湖南岸 タンチョウのつがい

## 交通
湖の北・西岸には別海町、標津郡標津町、根室市に通じる国道243号や国道244号が走る。東岸には北海道道475号風蓮湖公園線が走り、国道244号交点から入る。南岸には根室市、厚岸郡浜中町に通じる国道44号が走る。
湖畔東南に道の駅スワン44ねむろがある。